# Marco Vitale (1647)
Don Marco Vitale (Cava de' Tirreni, 1631 – Napoli, 16 luglio 1647) è stato un avvocato italiano.
Dottore in legge, era segretario di Masaniello.

## Biografia
Figlio illegittimo del noto avvocato Matteo Vitale, nel carcere del Grande Ammiraglio il giovane borghese, incontrò Masaniello, e gli offrì la sua amicizia, lo mise in contatto con alcuni esponenti del ceto medio stanchi dei continui soprusi dei gabellieri e dei privilegi della nobiltà.
Mise in contatto Masaniello con il letterato don Giulio Genoino, prete  coinvolto con suo padre Matteo nella rivolta del duca di Ossuna del 1619.
Masaniello lo nominò suo segretario anche perché non sapeva né leggere né scrivere.
Il 16 luglio 1647, il Carmelitano, Fra' Savino, confidente di Masaniello, con un ordine scritto dal segretario, Marco Vitale, impose al nobile Gaspare Roomer, di consegnare 5000 zecchini per servizio di Sua Maestà.
Documenti spagnoli definiscono il Vitale "sodomita pubblico" (moço de 16 años sodomita publico): ma le stesse accuse di sodomia e il marchio d'infamia dell'omosessualità perseguiteranno anche Masaniello post mortem.
Nel 1647, uscito da Castel Nuovo dove aveva dormito, fu ucciso per strada a porta Chiaia da un capitano della milizie spagnole.
La morte avvenne lo stesso giorno in cui fu ucciso Masaniello. Il suo cadavere fu gettato nel fosso della chiesa di San Luigi, ma poco nascosto: quando fu scoperto dal popolo, la testa tagliata fu portata in mostra per la città infilata su un palo; con il corpo fu poi portata alle carceri di San Giacomo, nella cui chiesa fu sepolto.